# لين أوكاموتو
لين أوكاموتو (岡本倫 Okamoto Rin)، هو رسام مانغا ياباني وموظف سابق في بانداي. أكثر أعماله شهرة هي سلسلة إلفن ليد التي حُولت إلى مسلسل أنمي بثلاث عشرة حلقة في استوديو آرمز. يعيش في طوكيو، اليابان.

## أعماله
- إلفن ليد (エルフェンリート Erufen Rīto؟) (2002-2005، سُلسلت في يونغ جمب الأسبوعية، شويشا)[2][3]
- ديجيتوبولس (デジトポリス Dejitoporisu؟)
- ميموريا (メモリア Memoria؟)
- إم أو إل
- فليب فلاب (2008، شويشا)[4]
- لايم يلو
- كاريرا
- ريجيستورا (レジストラ Rejisutora؟)
- أروماجو
- نونونونو (ノノノノ Nononono؟)، (2008-2011) سُلسلت في يونغ جمب الأسبوعية، شويشا)[5][6]
- غوكوكوكو نو برونهيلده (極黒のブリュンヒルデ Gokukoku no Buryunhirude؟)[7]
- كيمي وا ميدارا نا بوكو نو جو'أوه (君は淫らな僕の女王 Kimi wa Midara ra Boku no Joō؟) (2012، رسوم مينغو يوكوياري)
- الجنة الموازية (パラレルパラダイス Parareru Paradaisu؟) (2017- الآن)

## وصلات خارجية
- الموقع الرسمي (باليابانية)
- لين أوكاموتو على موقع IMDb (الإنجليزية)
- لين أوكاموتو على موقع ميوزك برينز (الإنجليزية)
- لين أوكاموتو على موقع قاعدة بيانات الفيلم (الإنجليزية)
- لين أوكاموتو على موقع ANN person (الإنجليزية)